# تاوادی

گرجستان ۱۹۰۶

تاوادی‌ها (به گرجی: თავადი) طبقه‌ای از نجبای تحت فرمان مستقیم پادشاهان و اسقف‌ها در گرجستان بودند که تمام مقامات کلیدی دربار مرکزی و همه اختیارات نظام درباری را در دست داشتند. آن‌ها تعدادی از خانواده‌هایی بودند که موفق به تشکیل حکومت‌های نیمه مستقل در پادشاهی کارتیل می‌گردیدند.